# Звієзда 09
Звієзда 09 (босн. Fudbalski klub Zvijezda 09) — боснійський футбольний клуб з міста Бієліна.

## Історія
Клуб був заснований в 2009 році і у сезоні 2010/11 виграли сьомий за рівнем дивізіон країни, а за наступні чотири роки щосезону підвищувались у класі, в результаті чого з 2015 року стали виступати у другому за рівнем дивізіоні Боснії та Герцеговини. За результатами сезону 2017/18 команда виграла Першу лігу Республіки Сербської і вперше в своїй історії вийшла до Прем'єр-ліги Боснії і Герцеговини.

## Досягнення
Перша ліга Республіки Сербської:
- Переможець (1): 2017-18